# Sean Russo
Sean Russo (nascido em 5 de abril de 1991) é um nadador paralímpico australiano. Disputou seis provas do atletismo nos Jogos Paralímpicos do Rio de Janeiro, em 2016. Ficou em sétimo nos 100 metros peito SB13, em quinto nos 100 metros costas S13 e em sexto nos 200 metros medley individual da categoria SM13. Disputou também as provas dos 50 e 100 metros livre S13 e dos 100 metros borboleta S13, porém não conseguiu chegar às finais. Também disputou os Jogos de Londres 2012.

## Biografia
Sean nasceu no dia 5 de abril de 1991 e tem retinite pigmentosa. Também tem asma desde criança. Atualmente, reside em Revesby, no estado da Nova Gales do Sul.  Em 2016 está concluindo atualmente o curso de terapia de massagem na faculdade Loftus TAFE.

## Carreira
Sean nada na categoria S13. Pelo motivo da asma, começou a competir na natação em 1995 e logo fez sua estreia na equipe nacional em 2010 no Campeonato Mundial de Natação Paralímpica, competindo nos 100 metros costas, onde conquistou a medalha de bronze. No evento, também estabeleceu recordes australianos nos 100 metros livre e nos 100 metros borboleta. Foi um dos integrantes da equipe australiana que competiu no Mundial de Natação Paralímpica de 2011, realizado nos Países Baixos. Ao concluir a prova masculina dos 100 metros costas com o melhor tempo pessoal de 1h02m52s, Sean conquistou a medalha de prata. Já no Mundial de Natação de 2015, em Glasgow, na Escócia, conquistou a medalha de bronze nos 100 metros costas da categoria S13. Ficou em quinto nos 100 metros peito SB13, em sétimo nos 200 metros medley individual SM13 e em nono nos 400 metros livre da categoria S13.
É aluno bolsista do Instituto de Esporte de Nova Gales do Sul desde 2015.